# Ormenis quanta
Ormenis quanta är en insektsart som beskrevs av Ball 1933. Ormenis quanta ingår i släktet Ormenis och familjen Flatidae. Inga underarter finns listade i Catalogue of Life.